# Egyptische landmacht
De Egyptische landmacht is het grootste onderdeel van de Egyptische krijgsmacht. De commandostructuur van het leger omvat twee hoofdkwartieren, een in Ismaïlia en een in Suez, vier pantserdivisies, acht gemechaniseerde infanteriedivisies, een infanteriedivisie, drie luchtmobiele brigades en veertien artilleriebrigades.
Het Egyptisch leger heeft in de twintigste eeuw deelgenomen aan vier oorlogen tegen Israël en nam daarnaast ook deel aan de Operatie Desert Storm.

## Geschiedenis
De belangrijkste militaire zorg voor Egyptenaren in de vroege geschiedenis was om vijanden buiten te houden. De dorre vlaktes en woestijnen rondom Egypte werden bewoond door nomadische stammen die af en toe probeerden om te plunderen of zich te vestigen in de vruchtbare vallei van de Nijl. De meeste Egyptische steden misten stadsmuren en andere verdedigingswerken. De grote vlakten van de woestijn vormden een barrière die de riviervallei beschermde en bijna onmogelijk was voor massale legers om over te steken. De Egyptenaren bouwden forten en buitenposten langs de grenzen ten oosten en ten westen van de Nijldelta, in de oostelijke woestijn en in Nubia in het zuiden. Ze verzwakten hun vijanden met kleine projectielwapens, zoals bogen en pijlen. Ze hadden ook strijdwagens die ze gebruikten om de vijand aan te vallen.

### Oprichting van een modern leger
Na zijn machtsovername begin 19e eeuw in Egypte begon Mohammed Ali met het omvormen van de Egyptische landmacht tot een modern en professioneel leger. Hij importeerde Europese wapens en expertise. Hij voerde de dienstplicht in. Het doel van Ali was om militaire orde te creëren door middel van indoctrinatie door twee nieuwe belangrijke sleutelpraktijken: isolatie en bewaking.
In voorgaande tijden mochten de vrouwen en familie het leger overal waar ze kampeerden volgen. Dit was niet langer het geval. De regels en voorschriften waren niet bedoeld om de rekruten straf te geven, maar eerder om een gevoel van respect voor de wet op te leggen; de dreiging van straf was genoeg om de dienstplichtigen in het gareel te houden. Het appèl werd twee keer per dag genomen en degenen die vermist werden, werden deserteurs verklaard en moesten de straf ondergaan voor hun daden.

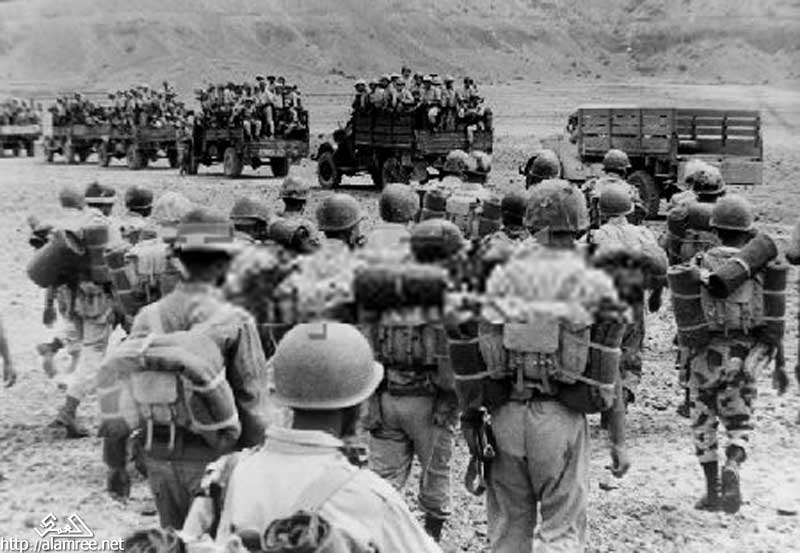
Egyptische leger in 1962

Isolatie maakte ook een intensievere bewaking mogelijk. Een voorbeeld van deze extreme bewaking was de Tezkere. De Tezkere was een certificaat met het goedkeuringsstempel van een militaire functionaris waarmee de soldaat het kampterrein kon verlaten. Het certificaat specificeerde de reden van de soldaat voor en specifieke details over zijn afwezigheid.

### Moderne geschiedenis van het Egyptische leger

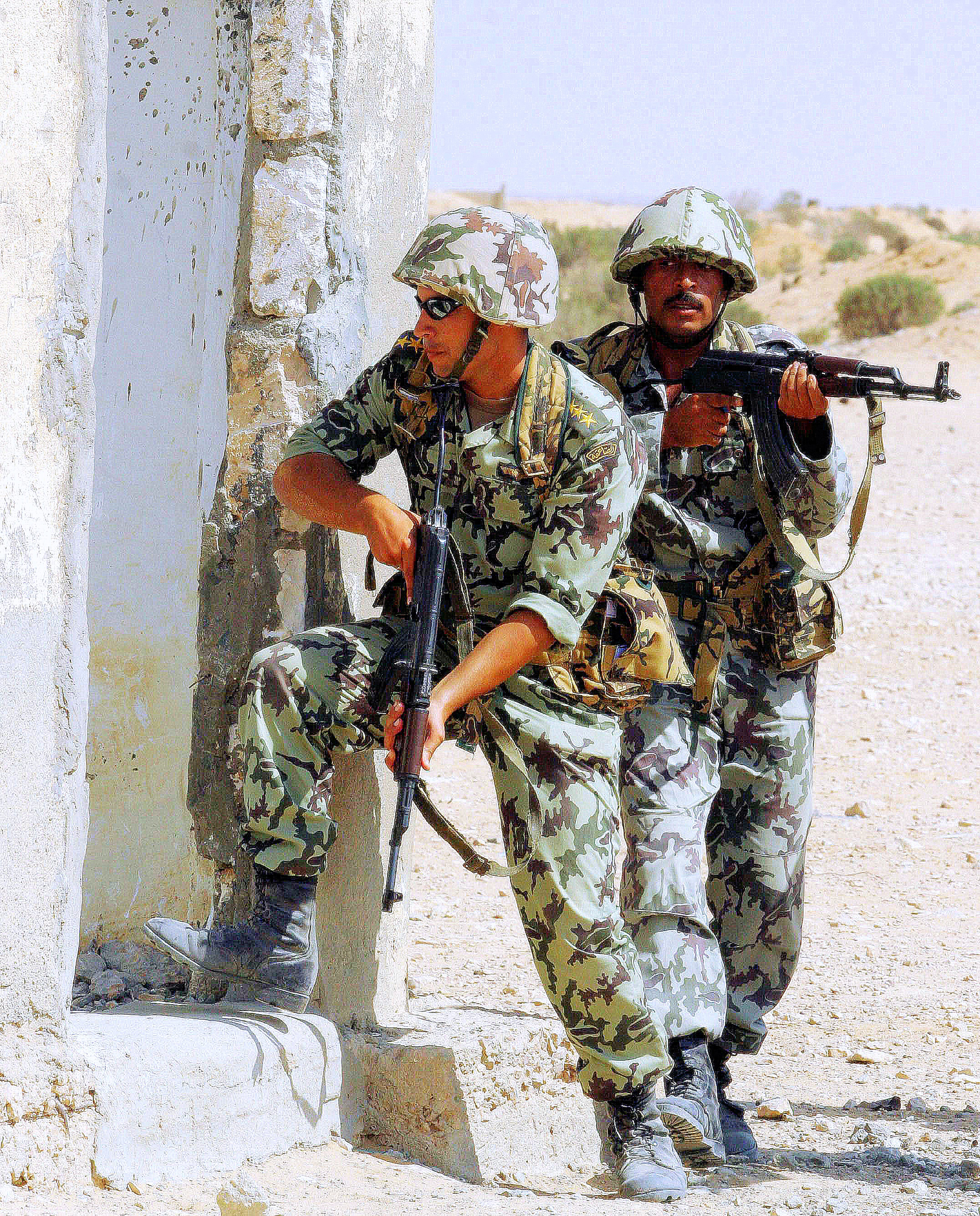
Egyptische militairen in 2005

In mei 1948 beëindigde het Verenigd Koninkrijk zijn mandaat over Palestina en werd de staat Israël uitgeroepen. De Egyptische premier en de minister van Defensie vertelden koning Faroek dat Egypte nu niet in staat was om ten oorlog te trekken. Egyptische troepen waren uitstekend in defensieve operaties, maar hadden weinig capaciteit voor offensieve operaties. De volgende ochtend lazen beide ministers in de krant dat Egypte toch Israël de oorlog had verklaard. De Arabisch-Israëlische Oorlog van 1948 verliep desastreus voor Egypte. Na de nederlaag van het Egyptische leger, werd een revolutionaire organisatie in het geheim gecreëerd door de Egyptische officieren onder de naam Vrije Officieren. Deze Vrije Officieren, geleid door Mohammed Naguib en Gamal Abdel Nasser, wierpen Koning Farouk omver in de Egyptische staatsgreep van 1952. De Vrije Officieren sloten vervolgens een overeenkomst met Groot-Brittannië. Volgens deze overeenkomst trok Groot-Brittannië zijn troepen terug die waren gevestigd rond het Suezkanaal.

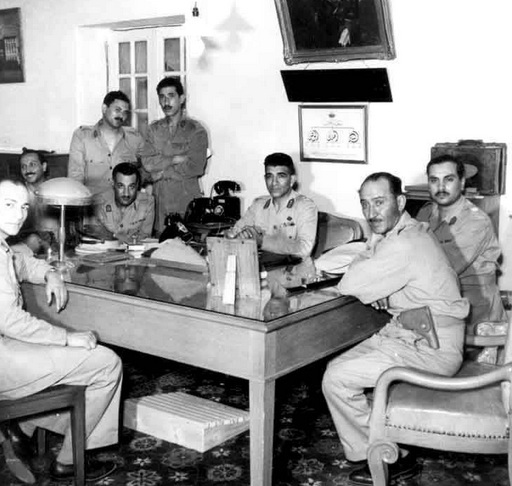
De Vrije Officieren

In de weken voordat de Zesdaagse Oorlog begon, voerde Egypte een aantal belangrijke veranderingen door in zijn militaire organisatie. Het leger verdeelde zijn personeel in vier regionale commando's (Suez, Sinaï, de Nijldelta en de Nijlvallei tot aan de Soedan). In mei 1967 liet Nasser de Straat van Tiran door de Egyptische marine afsluiten en blokkeerde zo de doorgang van Israëlische schepen. Op 26 mei verklaarde Nasser: "De strijd zal een algemene strijd zijn en ons voornaamste doel zal zijn om Israël te vernietigen". Het Egyptische leger bestond toen uit twee pantserafdelingen en vijf infanteriedivisies, die allemaal werden ingezet in de Sinaï. Nadat de oorlog begon op 5 juni 1967, viel Israël Egypte aan en bezette het schiereiland Sinaï. De naar voren geschoven Egyptische strijdkrachten werden op drie plaatsen door de aanvallende Israëliërs verslagen. De verliezen voor Egypte waren groot, omdat de Israëli's de terugtrekkende troepen vanaf de grond en uit de lucht aanvielen. Na het debacle van 1967 werd het leger gereorganiseerd in twee veldlegers, het Tweede Leger en het Derde Leger, die beide gestationeerd waren in het oostelijke deel van het land.

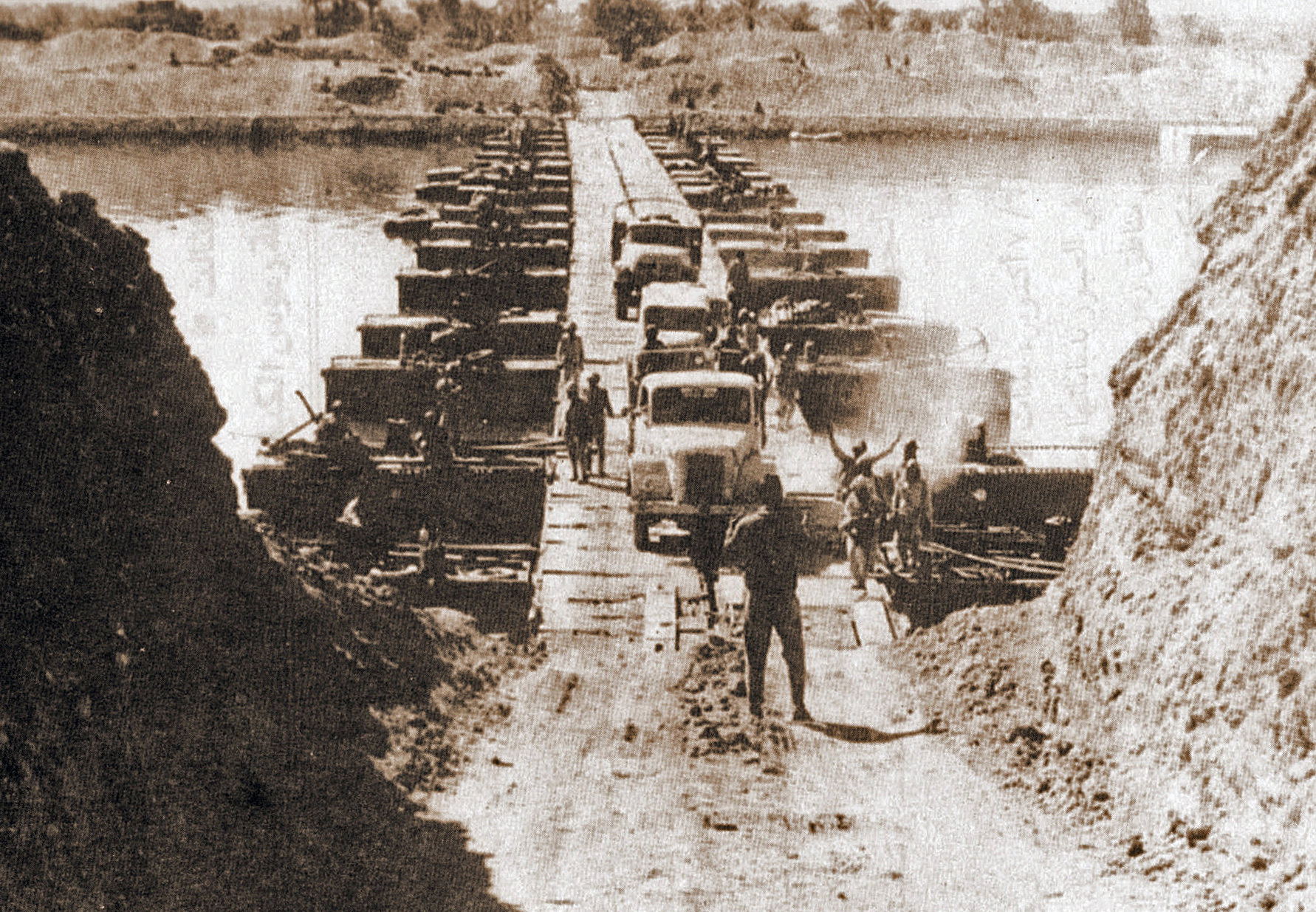
Egyptische troepen steken het Suezkanaal over door middel van een pontonbrug

De Jom Kipoeroorlog (ook bekend als Oktoberoorlog) van 1973 begon met een massale en succesvolle Egyptische oversteek van het Suezkanaal. De Israëli's voerden vervolgens een tegenaanval uit op het kruispunt van het Tweede en Derde Leger, staken het Suezkanaal over naar Egypte en begonnen langzaam op te rukken naar het zuiden en het westen in meer dan een week van zware gevechten, waarbij beide kanten zware verliezen leden. Tegen 24 oktober hadden de Israëli's hun posities aanzienlijk verbeterd en voltooiden ze hun omsingeling van het Egyptische Derde Leger en de stad Suez. Deze ontwikkeling leidde tot spanningen tussen de Verenigde Staten en de Sovjet-Unie. Als gevolg hiervan werd op 25 oktober een tweede staakt-het-vuren opgelegd om de oorlog te beëindigen. Aan het einde van de vijandelijkheden lagen de Israëlische strijdkrachten op slechts 42 kilometer van Damascus en 101 kilometer van Cairo. Uiteindelijk werd in 1978 te Camp David een verdrag getekend, op basis waarvan Israël zich zou terugtrekken naar de internationale grens van voor 1967 en de gehele Sinaï gedemilitariseerd gebied zou worden. Voor Egyptenaren was de oorlog een eerherstel na de nederlaag die zij tijdens de Zesdaagse Oorlog hadden geleden.
De besluitvorming in het leger bleef in de jaren tachtig sterk gecentraliseerd. Functionarissen onder het niveau van de brigade namen zelden tactische beslissingen en de goedkeuring van hogere autoriteiten was vereist voordat ze operaties aanpasten. Hoge legerofficieren waren zich van deze situatie bewust en begonnen stappen te nemen om initiatief op lagere niveaus te stimuleren. Een tekort aan goed opgeleid dienstplichtig personeel werd een serieus probleem voor het leger omdat het steeds complexere wapensystemen hanteerde. Waarnemers schatten in 1986 dat 75 procent van alle dienstplichtigen analfabeet was toen ze in het leger gingen. Sinds de jaren tachtig heeft het leger steeds nauwere banden aangeknoopt met de Verenigde Staten.

## Materieel
De gevarieerde wapeninventaris van Egypte bemoeilijkt logistieke steun voor het leger. Het nationale beleid sinds de jaren 70 omvatte de oprichting van een binnenlandse wapenindustrie (inclusief de Arabische organisatie voor industrialisatie) die in staat is tot het onderhoud en de upgrades van bestaande apparatuur, met als uiteindelijk doel de Egyptische productie van grote grondsystemen. Dit doel werd uiteindelijk bereikt met het begin van de productie van M-1 Abrams tanks in 1992 (Egypte had toestemming gekregen van de Verenigde Staten om in 1984 een M-1-fabriek te bouwen).
Het leger beschikt over 765 tanks van het type M1 Abrams (grotendeels in Egypte in licentie gebouwd), en 1600 van het type M60A3.

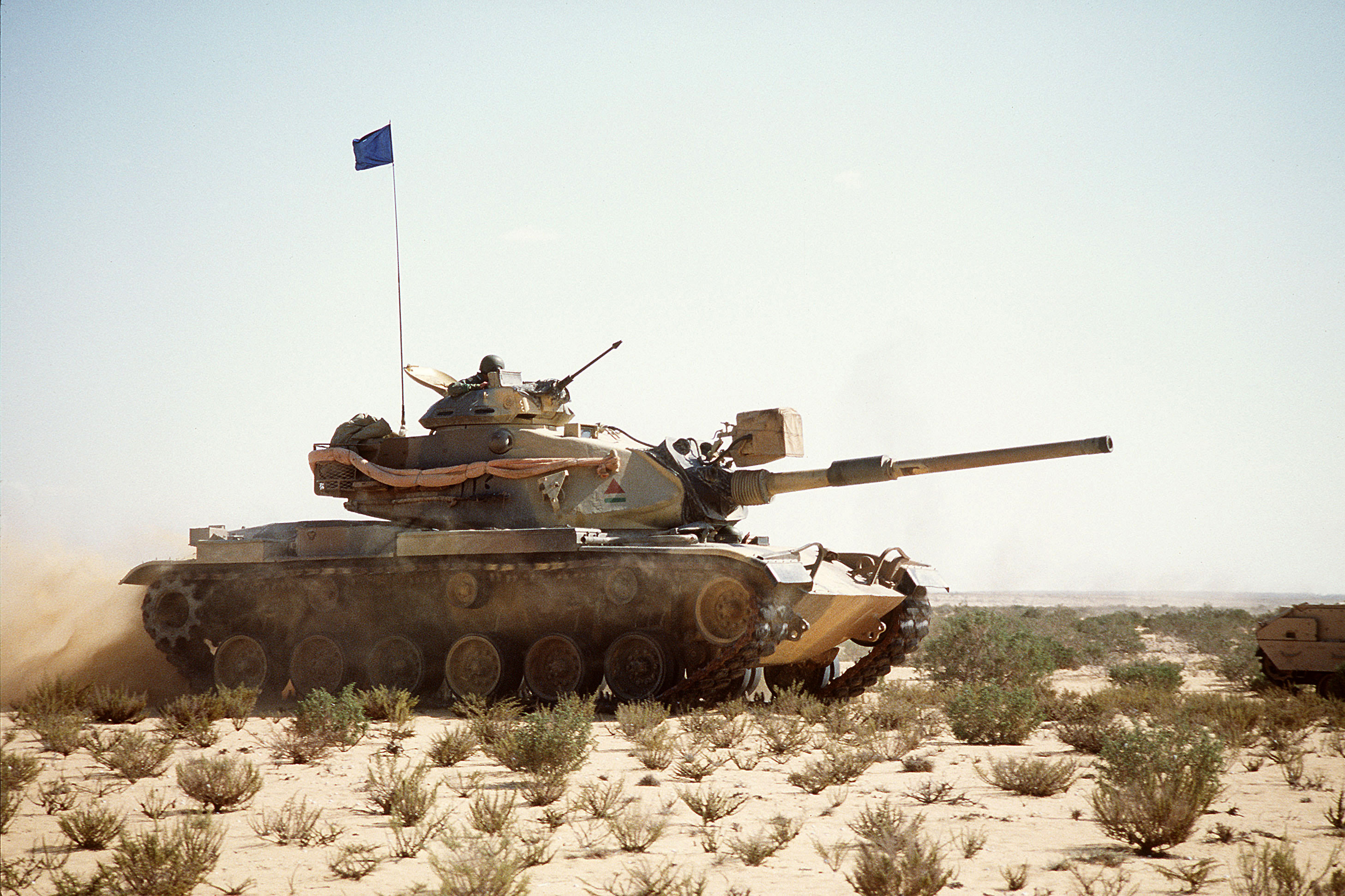
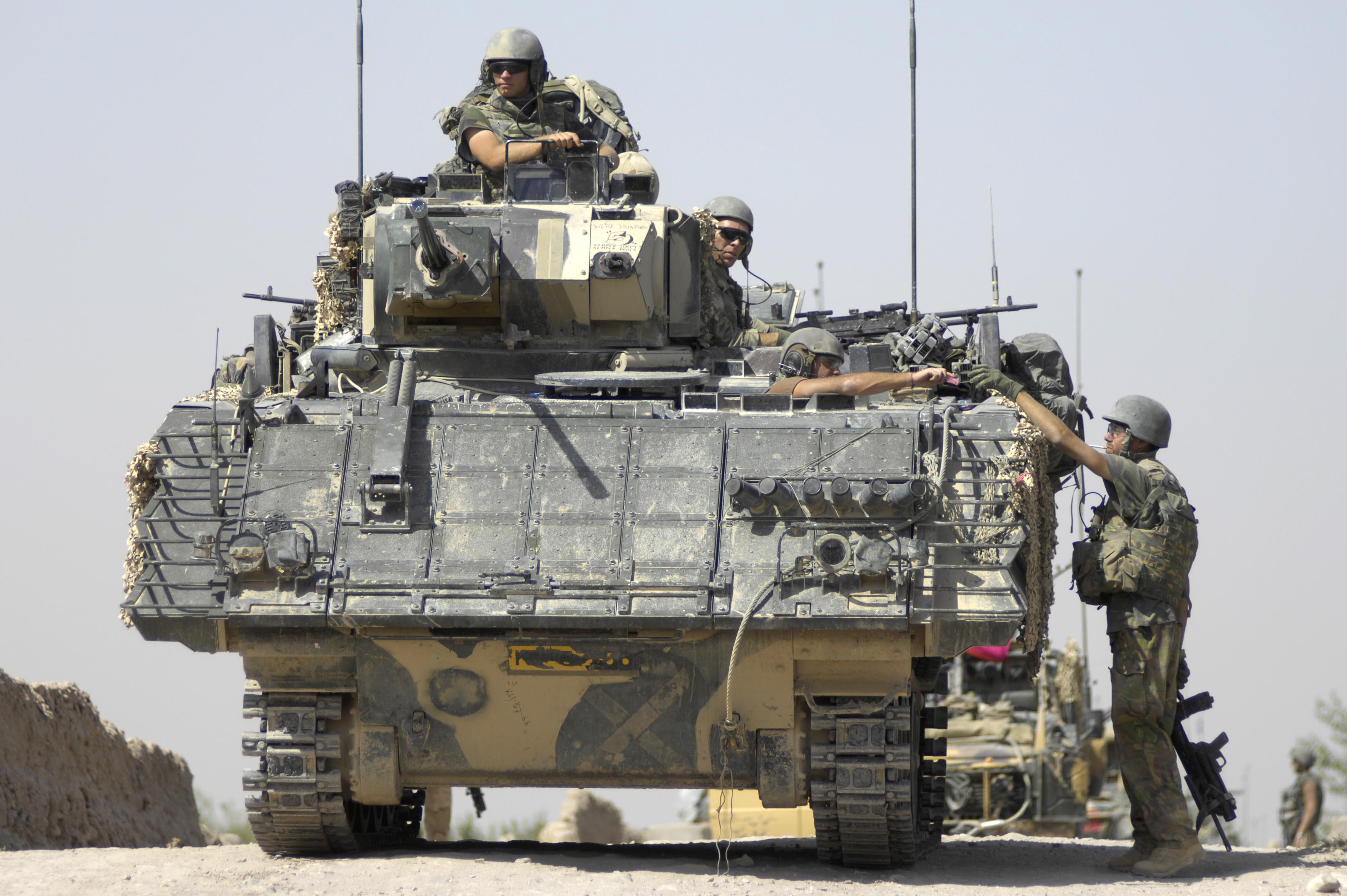
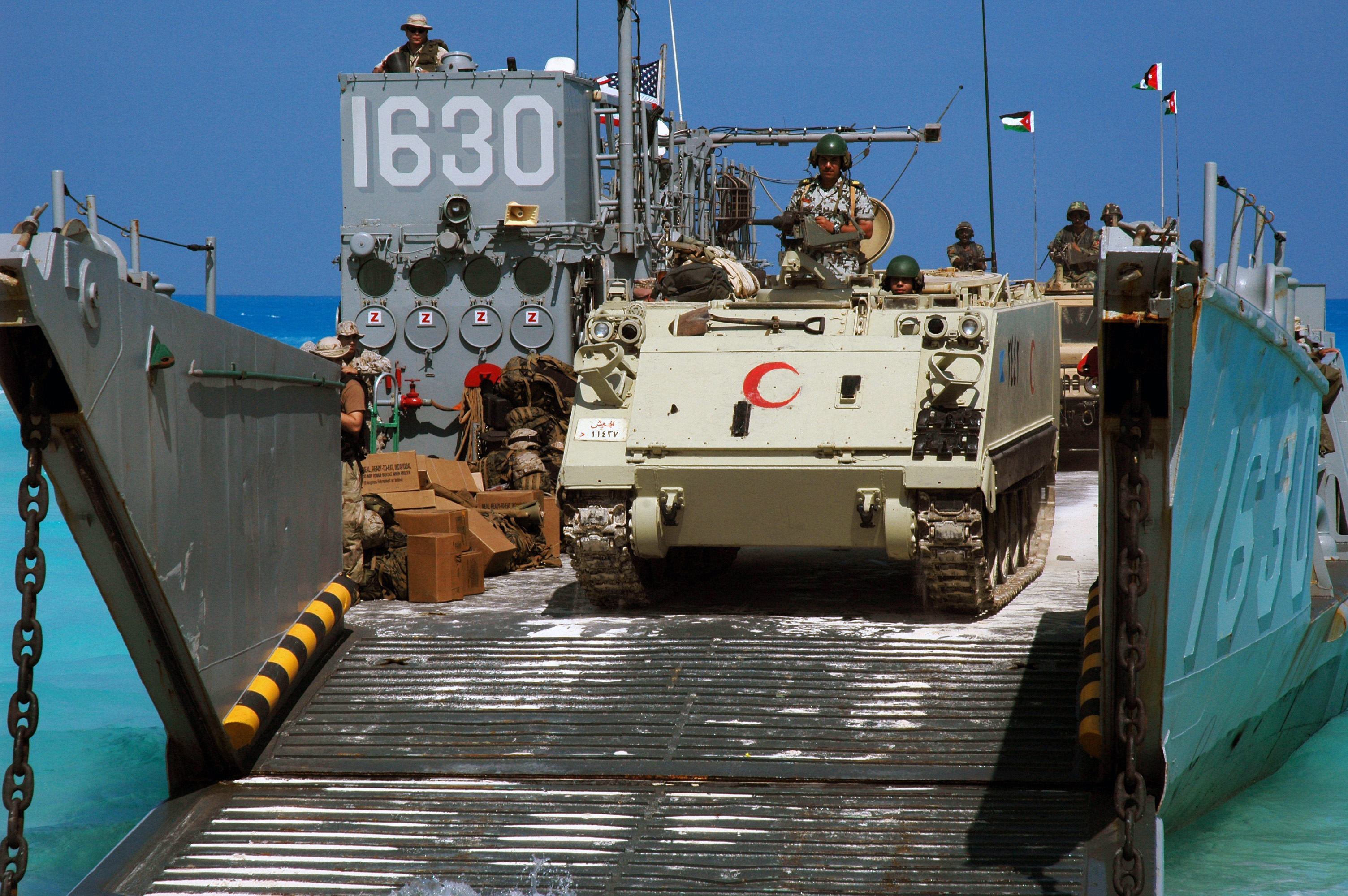
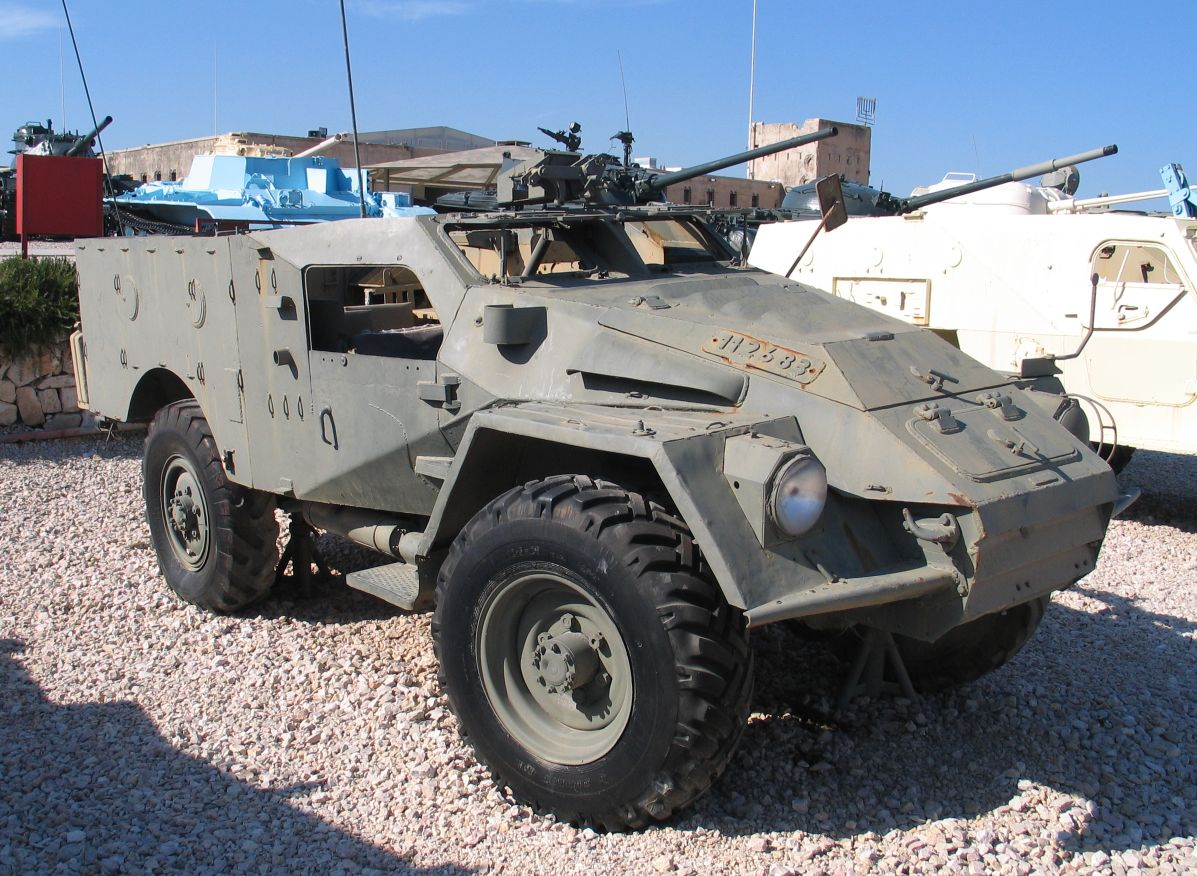
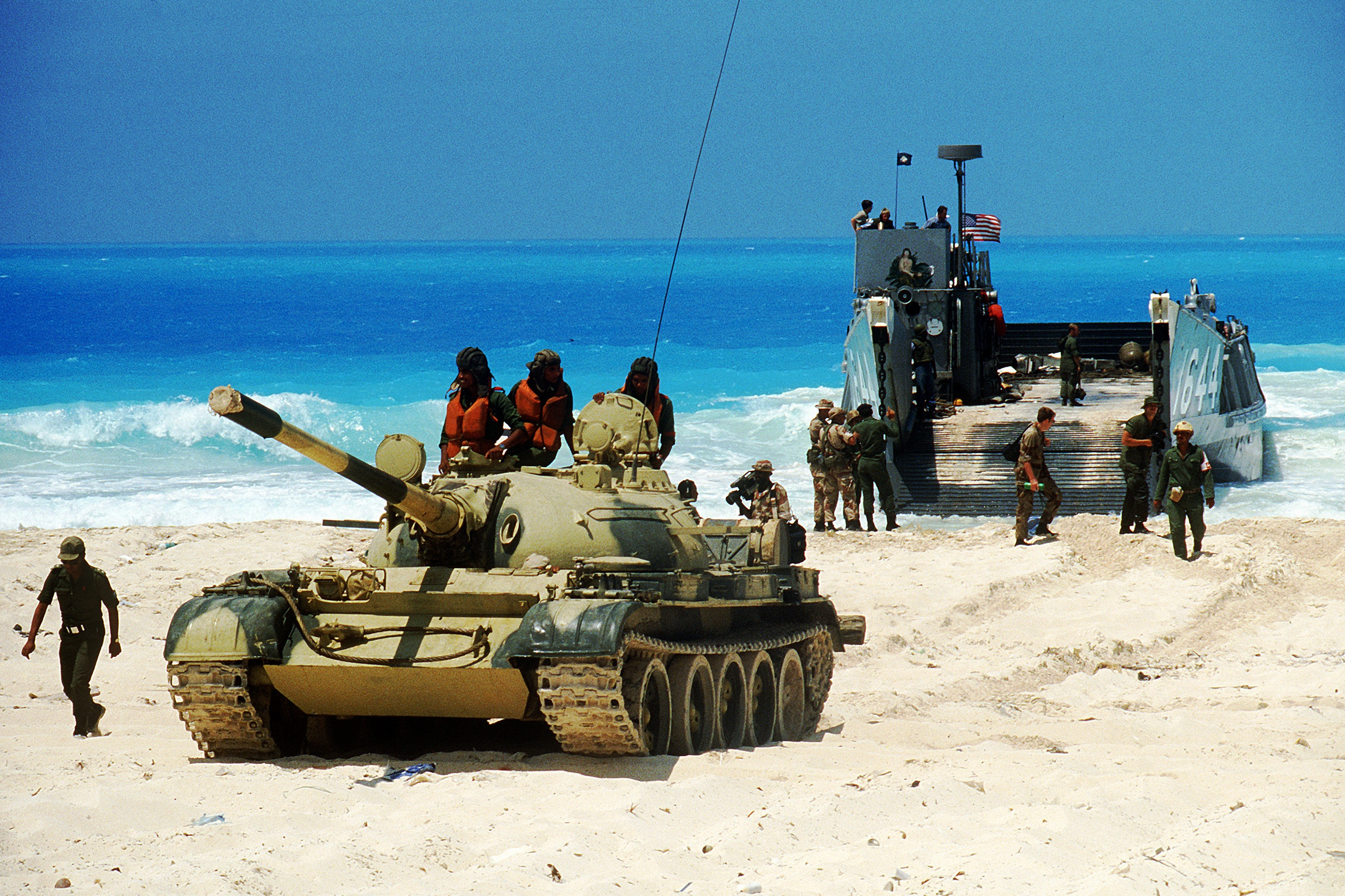

 Egyptische landmacht ·  Egyptische marine ·  Egyptische luchtmacht ·  Egyptische luchtverdediging